# Битка за Логориште
Битка за Логориште вођена је источно од Дуге Ресе и јужно од Карловца, у Хрватској, од 4. до 6. новембра 1991. године, током рата у Хрватској, између Хрватске народне гарде (Збор народне гарде – ЗНГ) и Југословенске народне армије (ЈНА). ЗНГ је блокирала касарну Логориште, коју је држала ЈНА, као део националне битке за касарну, чији је циљ био да се јединице ЈНА изоловане у њиховим базама и присиле да предају оружје и муницију ЗНГ-у. Међутим, гарнизон ЈНА је избио из опкољене касарне са делом своје складиштене опреме пре него што је ЗНГ заузео празну базу. Пробој су подржале јединице ЈНА и јединице САО Крајине распоређене да деблокирају касарну и друге гарнизоне ЈНА у Карловцу. Уследила је битка док је ЗНГ покушавала да обузда напредовање јединица ЈНА, што се завршило примирјем потписаним у Хагу.

## Позадина
Године 1990, након изборног пораза владе Социјалистичке Републике Хрватске, етничке тензије између Хрвата и хрватских Срба су се погоршале. Југословенска народна армија ( ЈНА) је конфисковала оружје Хрватске територијалне одбране (ТО) како би смањила отпор. Дана 17. августа, тензије су ескалирале у отворену побуну хрватских Срба усредсређену на претежно српски насељена подручја далматинског залеђа око Книна, делове Лике, Кордуна, Бановине и Славоније.
Након два неуспешна покушаја Србије (уз подршку Црне Горе и српских покрајина Војводине и Косова ) да добије одобрење Председништва Југославије за операцију ЈНА ради разоружавања хрватских снага безбедности у јануару 1991. — и бескрвног окршаја између српских побуњеника и хрватске специјалне полиције у марту — ЈНА, уз подршку Србије и њених савезника, затражила је од савезног председништва ратна овлашћења и проглашење ванредног стања. Захтев је одбијен 15. марта, а ЈНА је дошла под контролу председника Србије Слободана Милошевића . Милошевић, преферирајући кампању за проширење Србије уместо очувања Југославије, јавно је запретио да ће ЈНА заменити српском војском и изјавио да више не признаје ауторитет савезног председништва. Претња је навела ЈНА да постепено одустане од планова за очување Југославије у корист српске експанзије. До краја марта сукоб је ескалирао првим жртвама, током инцидента на Плитвичким језерима. ЈНА је интервенисала, подржавајући побуњенике и спречавајући хрватску полицију да интервенише. Почетком априла, вође српске побуне у Хрватској изјавиле су своју намеру да интегришу подручје под својом контролом са Србијом; хрватска влада је то схватила као намеру за отцепљење од Хрватске.
Почетком 1991. године Хрватска није имала редовну војску, и у настојању да ојача своју одбрану, земља је удвостручила своје полицијске снаге на око 20.000. Најефикаснија компонента снага била је њена специјална полиција од 3.000 људи, распоређена у 12 батаљона са војном структуром. Постојала је и регионално организована резервна полиција од 9.000–10.000 људи, груписана у 16 батаљона и 10 чета . Резервна полиција носила је само лако наоружање, а део снага био је ненаоружан. Иако је хрватска влада одговорила у мају формирањем Хрватске националне гарде ( Збор народне гарде – ЗНГ),  њен развој је био отежан ембаргом Уједињених нација на оружје уведеним у септембру. 12. септембра ЗНГ је добила наређење да блокира све објекте ЈНА до којих је могла да досегне, чиме је започела Битка за касарну.

## Увод
Крајем септембра и почетком октобра 1991. године, блокаду касарни ЈНА у и око Карловца и хрватске одбрамбене положаје у граду одржавало је око 900 полицајаца и војника ЗНГ. Војници су били распоређени у 110. пешадијску бригаду и недовољно попуњен 3. батаљон 2. гардијске бригаде. 110. пешадијском бригадом, која је била са трећином планираног броја због лоше организације и недостатка наоружања, командовао је потпуковник Рудолф Брлечић.
Касарна ЈНА „Степан Милашинчић-Сељо“ у Логоришту, јужно од Карловца, била је једно од највећих складишта оружја у Хрватској. У касарни се налазило оружје и опрема за 8. пролетерску моторизовану бригаду, 471. мешовиту противтенковску артиљеријску бригаду, елементе логистичког батаљона 580. мешовите артиљеријске бригаде, оклопни батаљон 236. пролетерске моторизоване бригаде и 200 тона горива и залиха хране додељене 944. логистичкој бази. Током лета 1990. године, механизовани батаљон 4. оклопне бригаде премештен је из Јастребарског у касарну у Логоришту. Када је батаљон распоређен у Лику крајем марта 1991. године, у касарни је остало око 40 људи (чија су утврђења побољшана). Командант касарне био је потпуковник Боро Ерцеговац, који је такође био командант 8. пролетерске моторизоване бригаде.
Први батаљон 110. пешадијске бригаде ЗНГ блокирао је касарну 19. септембра како би обуздао ЈНА и спречио уклањање оружја. Блокада је била лоше организована, што је омогућило два тенка да напусте касарну и изврше напад на оближње насеље два дана касније; међутим, према хрватским изворима, један тенк је уништен током напада. Да би се ослободили блокираних гарнизона у области Карловца, ЈНА је прераспоредила 169. моторизовану бригаду из Лознице и три одреда ТО из Војнића, распоредивши их Оперативној групи 1 (ОГ-1).  ОГ-1 је напала хрватску одбрану 4. октобра, стигавши до источне обале реке Коране 8. октобра. 169. моторизована бригада се распала због недовољног људства, а заменила ју је 9. моторизована бригада (доведена из Србије) 15. октобра.

### Редослед у битци
Према подацима ЈНА, додатних 450 војника је распоређено у касарну (упркос блокади) од 22. октобра до 4. новембра, углавном тенковских посада распоређених у 9. моторизовану бригаду и две чете ТО САО Крајине из Војнића. Појачања су прешла реку Корану, поред касарне, а њихови покрети довели су до неколико окршаја. До 4. новембра, у касарни се налазио гарнизон од 685 војника. Током друге половине октобра, 129. и 137. пешадијска бригада су формиране у Карловцу и оближњој Дугој Реси ради јачања хрватске одбране. Двема новим бригадама су 29. новембра додељене зоне одговорности од стране команданта Карловачке оперативне зоне, пуковника Изидора Чешњаја; зоне одговорности 110. и 137. бригаде биле су јужно од касарне Логориште. 137. пешадијском бригадом је командовао мајор Неђељко Катушин. 110. пешадијска бригада распоредила је три чете свог 1. батаљона северно и западно од касарне Логориште, док су три чете свог 3. батаљона биле распоређене јужно од касарне. Даље на југ, три чете 3. батаљона 137. пешадијске бригаде биле су окренуте ка Корани. 1/110. бригаду су подржавале две чете полиције (укључујући противтенковску и снајперску групу резервних трупа специјалне полиције под командом Желимира Фајтла) у Светој Доротеји, северно од касарне. 3/137. бригаду је подржавала додатна чета полиције. 3. батаљону 2. гардијске бригаде је наређено да се пребаци у Бановину; већина његових трупа је била на одмору или је напустила подручје, а само једно одељење је остало у позадини 137. пешадијске бригаде.

## Битка
Команда 5. војне области ЈНА наложила је ОГ-1 да помогне блокираним гарнизонима ЈНА у областима Карловца и Загреба. Током прве фазе напредовања, ОГ-1 је намеравала да стигне до реке Купе преко Турња (пробојем положаја ЗНГ), док је у другој фази помогла гарнизонима ЈНА блокираним у Карловцу. Дана 2. новембра ОГ-1 је започела артиљеријско бомбардовање у области Карловца, приморавајући 2. батаљон 110. пешадијске бригаде да следећег дана напусти своје положаје у Турњу. Напуштене одбрамбене положаје заузели су елементи 1. батаљона бригаде.
Дана 3. новембра, ЗНГ је преименована у Хрватску војску ( Хрватска војска – ХВ). ОГ-1 је допунила своја наређења упутствима за заузимање села Бариловић и његове околине (јужно од касарне Логориште) како би се олакшала евакуација касарне.  Очекујући напредовање ЈНА, Главни штаб Оружаних снага Републике Хрватске наложио је Карловачкој оперативној зони и 110. пешадијској бригади да заузму касарне Логориште и Јамадол и обезбеде муницију за ХВ (чије су се залихе смањивале). Брлечић је наредио полицијским снагама, под командом Фајтла, да те ноћи заузму касарну; Фајтл је одбио, а наређење је поништио Чешњај. Артиљерија ЈНА је бомбардовала Карловац током ноћи између 3. и 4. новембра.

### 4. новембар
Пробој из касарне Логориште почео је 4. новембра у 7:30. пре подне, након једночасовног артиљеријског бомбардовања и ваздушних удара на командна места батаљона и чете. ЈНА је истовремено напала одбрану ХВ код Турња (северније), претећи Карловацу. Пробојем је командовао начелник штаба ОГ-1, пуковник Мирко Раковић.
Док је већи део гарнизона ЈНА у касарни Логориште остао на месту, група од 10 до 16 тенкова распоређена је јужно (без значајног отпора) према селима Белајске Пољице и Белај. Оклопне снаге су прошле кроз Белај пре него што су их у Горњем Велемерићу и око 1 километар северно од села Царево Село зауставили елементи 2. гардијске бригаде и 137. пешадијске бригаде. Снаге ЈНА су се повукле у Белај након што су изгубиле два тенка, извршивши још један напад на путу ка Бариловићу. Четири тенка послата у Бариловић такође су зауставиле трупе 137. бригаде пре него што су стигле до свог циља. До вечери, 137. пешадијска бригада је појачана са две чете премештене из Генералског Стола и Ердеља, елементима 3. батаљона 2. гардијске бригаде, једним тенком, три оклопна транспортера и противтенковским ракетним системом како би се обуздало напредовање ЈНА. Током ноћи између 4. и 5. новембра, цивилно становништво је евакуисано.
Секундарне снаге од четири тенка ЈНА, уз подршку пешадије, распоређене су из касарне Логориште како би обезбедиле узвишења северно и источно од касарне и заштитиле бок оклопних снага у Белају. Према ХВ, трупе у напретку су дочекала 2. чета 3. батаљона 110. бригаде (уз подршку тенка Т-55 ) у Малој Виници након што су снаге ЈНА обезбедиле своје непосредне циљеве. ЈНА је у сукобу изгубила три тенка и камион. Према њиховим речима, један тенк је уништен, а други оштећен, што је приморало преостала два да се повуку у касарну. Секундарне снаге су биле ограничене на 400 метара од Белајских Пољица након што је ХВ обезбедила брдо Виница, које је напао МиГ-21 Југословенског ратно-космијског ваздухопловства у 2:00 поподне.
Карловачка оперативна зона није помагала 137. пешадијској бригади, већ је усмеравала потчињене јединице да деблокирају опсаде ЈНА у Слуњу и Саборском и обезбеде пут Карловац–Слуњ. То је навело Катушина да затражи помоћ од команданта Загребачке оперативне зоне, пуковника Стјепана Матеше. Матеша, родом из Дуге Ресе, наредио је 7. бригади хрватске ТО да распореди батаљон у Карловац. Иако је Генералштаб одобрио наређење (којим се 8. бригади хрватске ТО налаже да дода један од својих батаљона), нису послате трупе 8. бригаде.

### 5. новембар
ЈНА, упозорена на појачање 137. пешадијске бригаде, одустала је од плана напредовања ка Бариловићу. Преусмерила је своје напоре да стигне до моста на Корани у селу Малићи, низ пут од Горњег Велемерића и Царева Села (где су њени тенкови заустављени дан раније). Битка је настављена ујутру када су тенкови ЈНА (уз подршку Југословенског ратно-космијског ваздухопловства, артиљерије и вишецевних ракетних бацача) пробили положаје које је држала 2. гардијска бригада у 1:00 поподне, стигавши до Царева Села пре него што их је поново зауставила ХВ. Убрзо након тога, 2. батаљон 7. бригаде стигао је из Загреба у Дугу Ресу и припојен је 137. пешадијској бригади. Једна чета батаљона распоређена је на брдо Виница, а друга западно од Царева Села (где је замењивала трупе 2. гардијске бригаде).
110. пешадијска бригада је борбама око касарне Логориште придала секундарни значај, јер се борила да одржи своје положаје код Турња (где је ХВ проценила да је у току напад јачине два батаљона, уз артиљеријску и ваздушну подршку). У 5:00 положаје на брду Виница појачала је Спортска чета (састављена од студената Кинезиолошког факултета Свеучилишта у Загребу ) и вод од 88mm минобацачи придати 3. батаљону 110. пешадијске бригаде. Батаљон је имао задатак да блокира пут Логориште–Белајске Пољице који води јужно од касарне Логориште и да до поднева заузме Белајске Пољице.
Пошто је у касарни Логориште било само 40 обучених возача, Боро Ерцеговац је наредио војницима који никада нису управљали војним возилима да се крећу у колони крећући из касарне под ватром у 3:30 подне. Како се колона кретала ка југу према Малићима, елементи 110. пешадијске бригаде повлачили су се из села Застиња (на десној обали реке Коране). Колона ЈНА која се евакуисала претрпела је жртве, иако ју је подржавала 9. моторизована бригада и два одреда ТО САО Крајине из Војнића. ТО САО Крајине је касније оптужена за убијање цивила у том подручју.

### 6. новембар
Током ноћи између 5. и 6. новембра, борбе су се стишале након што је у Хагу постигнуто примирје. Затишје је искористила 137. пешадијска бригада да извуче своје опкољене трупе и цивиле у близини реке Коране, источно од Малића. Колона ЈНА је поново почела да се креће ка југу у зору; стигла је до Малића око 9:00 часова. пре подне, прешли су реку Корану (преко сеоског моста и понтонског моста) до 11:00 и наставили ка Војнићу. Убрзо након тога, касарну Логориште и њену околину обезбедила је ХВ.

## Последице
Обе стране су прогласиле победу након битке, а ЈНА је евакуацију гарнизона прогласила својим највећим успехом. Међутим, постигли су само део својих циљева; ЈНА није успела да обезбеди подручје око касарне нити да уклони сво оружје и опрему из ње, а планирани координисани напредак према Турању такође није успео. Хрватске снаге нису успеле у свом примарном циљу: обуздавању гарнизона. Ипак, претња ЈНА из касарне Логориште је отклоњена (ослобађајући снаге додељене блокади касарне) и заплењен је велики број оружја.
137. пешадијска бригада је имала 17 жртава у бици, а 2. гардијска бригада једног. 110. пешадијска бригада је имала 14 погинулих и 26 рањених, али је бригада претрпела већину жртава код Турња уместо код Логоришта. ЈНА је имала 14 погинулих и 33 рањена војника. Поред тога, 14 цивила је убијено, а 14 заробљено и држано од стране ЈНА и ТО САО Крајине. Један заробљеник је умро у заробљеништву, а остали су касније размењени. Седам размењених заробљеника је тешко повређено и преминуло је убрзо након размене. Централна обавештајна агенција је проценила да је ЈНА изгубила већину својих тенкова који су били смештени у касарни Логориште.
ЈНА је евакуисала 21 тенк Т-55, девет Т-34, оклопно возило за спасавање, оклопни мостохват, десет оклопних транспортера (укључујући оклопно командно возило) и 50 возила која су превозила војну опрему. Елементи 110. пешадијске бригаде ушли су у касарну Логориште ујутру 6. новембра, уклонивши део војне опреме из касарне пре него што су се повукли у 1:00 поподне након што је обавештен да ЈНА планира артиљеријски напад. Заробљена опрема је настављена да се уклања из касарне до 13. новембра.

### Квар командног система
Уништавање имовине изазвало је негодовање у Дугој Реси, углавном усмерено на Недељка Катушина (који је побегао да би спасао живот у Карловац, а затим у штаб Оперативне зоне Загреб ујутру 6. новембра). 110. пешадијска бригада окривила је 137. бригаду за све грешке, укључујући и пробој из касарне (који се догодио у зони деловања бригаде). Изидор Чешњај је такође окривио Катушина. Међутим, Катушина је подржао Генералштаб и убрзо је именован за команданта 140. пешадијске бригаде са седиштем у Јастребарском. У ствари, хрватски системи командовања и контроле су отказали (посебно команда Оперативне зоне Карловац, у непосредној близини бојишта). Комуникације су биле лоше, а команда зоне није издала никаква упутства трупама које су се бориле код Логоришта. 110. пешадијска бригада била је фокусирана на борбе код Турња, обраћајући мало пажње на Логориште, а 137. пешадијска бригада је лоше користила појачања распоређена из Загреба. Команда ЈНА је била ефикаснија, вероватно због близине свог командног места на брду Шанац, удаљеног 500 метара (што је омогућавало директно посматрање дела бојишта).

### Суђење за ратне злочине
Хрватске власти оптужиле су двојицу бивших припадника ТО САО Крајине за пуцњаву на два војника ХВ који су покушали да се предају ЈНА 4. новембра. Један од њих двојице је ухапшен у октобру 2010. године, а осуђен је на девет година затвора у новембру 2013. године.